# Кохання живе три роки (фільм)
«Кохання живе три роки» (фр. L'amour dure trois ans) — французький фільм, екранізація однойменного роману Фредеріка Беґбеде. Французька прем'єра — 10 грудня 2011 року, прем'єра в Україні — 10 травня 2012 року.

## Сюжет
Марк Марроньє, літературний критик вдень, і хронікер світських тусовок ночами, тільки що розлучився з дружиною Анною. Він упевнений, що кохання живе три роки. Він навіть сформулював свій власний закон: спочатку ваше життя сонячне і чудове, на другий рік ви починаєте задивлятися на сторонніх дівчат, на третій — ваша жінка йде, а ви починаєте писати про це книгу. Або те ж саме, але більш наочно: «В перший рік ми купуємо меблі, на другій — її переставляємо, на третій — ділимо…» Проте зустріч Марка з Алісою, здається, каменя на камені не залишить від його теорії…

## В ролях
| Актор             | Роль                        |
| ----------------- | --------------------------- |
| Гаспар Пруст      | Марк Марроньє               |
| Луїз Бургуан      | Аліса                       |
| Джої Старр        | Жан-Жорж                    |
| Джонатан Ламбер   | П'єр                        |
| Фредерік Бель     | Каті                        |
| Ніколя Бедо       | Антуан                      |
| Еліза Сенауї      | Анна                        |
| Пом Клементьєв    | Джулія                      |
| Тома Жуанне       | тренер з серфінгу           |
| Анні Дюпре        | мати Марка                  |
| Валері Лемерсьє   | Франческа Вернесі, редактор |
| Аріан Массне      | камео                       |
| Марк Леві         | камео                       |
| Мішель Легран     | камео                       |
| Фредерік Бегбедер | російський солдат           |